# Noroy-sur-Ourcq
Noroy-sur-Ourcq ist eine französische Gemeinde mit 126 Einwohnern (Stand: 1. Januar 2022) im Département Aisne in der Region Hauts-de-France (frühere Region: Picardie). Sie gehört zum Arrondissement Soissons und zum Kanton Villers-Cotterêts. Die Einwohner werden Noiroisiens genannt.

## Geographie
Die Gemeinde Noroy-sur-Ourcq liegt rund zwölf Kilometer ostsüdöstlich von Villers-Cotterêts am Fluss Ourcq. Im Süden berührt die Bahnstrecke von La Ferté-Milon nach Bazoches-et-Saint-Thibaut, die dort auf die Strecke von Soissons nach Reims trifft, das Gemeindegebiet. Nachbargemeinden von Noroy-sur-Ourcq sind Ancienville im Norden, Chouy im Osten, Marizy-Sainte-Geneviève im Süden sowie Troësnes und  Faverolles im Westen. Die Gemeinde hat Anteil am Wald Bois de Cresnes im Westen.

## Bevölkerungsentwicklung
| Jahr                       | 1962 | 1968 | 1975 | 1982 | 1990 | 1999 | 2006 | 2013 | 2022 |
| Einwohner                  | 84   | 84   | 62   | 76   | 91   | 122  | 147  | 140  | 126  |
| Quellen: Cassini und INSEE |      |      |      |      |      |      |      |      |      |

## Sehenswürdigkeiten

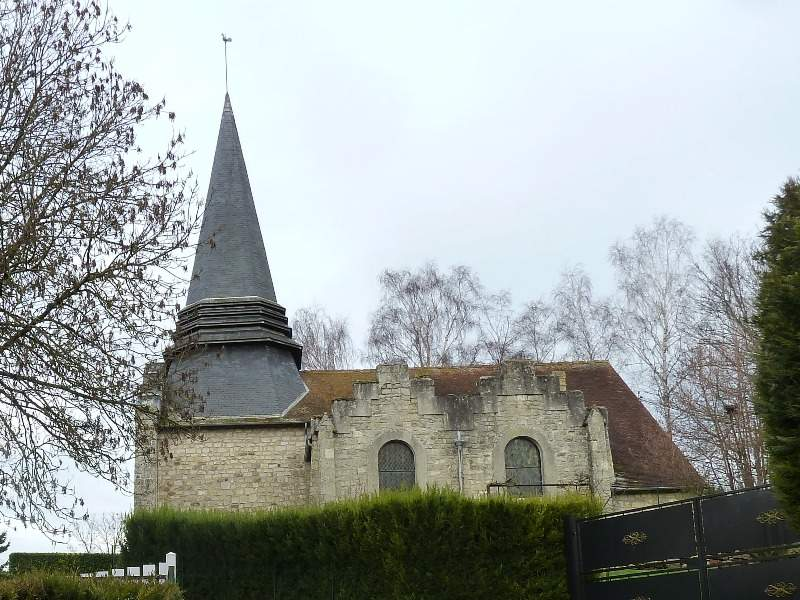
Kirche Saint-Martin

- Kirche Saint-Martin